# باربرا بيتمان
باربرا بيتمان (بالإنجليزية: Barbara Pittman)‏ هي مغنية أمريكية، ولدت في 6 أبريل 1938 في ممفيس في الولايات المتحدة، وتوفيت في 29 أكتوبر 2005.

## وصلات خارجية
- باربرا بيتمان على موقع IMDb (الإنجليزية)
- باربرا بيتمان على موقع ميوزك برينز (الإنجليزية)
- باربرا بيتمان على موقع أول ميوزيك (الإنجليزية)
- باربرا بيتمان على موقع ديسكوغز (الإنجليزية)